# Bombay Sapphire
Bombay Sapphire — марка джина, впервые выпущенная в 1987 году. В 1997 году компания Diageo продала бренд «Бакарди». Происхождение названия связано с популярностью джина в Индии во время британского владычества, а «сапфир» это фиолетово-синий сапфир «Звезда Бомбея», выставленный в Смитсоновском институте. Bombay Sapphire продается в плоской бутылке сапфирового цвета с изображением королевы Виктории на этикетке. Именно из-за цвета бутылки напиток кажется голубым.
Аромат напитку придают десять ингредиентов: миндаль, цедра лимона, лакрица, ягоды можжевельника, фиалковый корень, дудник, кориандр, кассия, перец кубеба и райские зерна. Алкоголь, полученный от поставщика, упаривают три раза, пары проходят через сетки или корзины с десятью растениями, приобретая их вкус и аромат. Это придает джину легкий, более цветочный вкус по сравнению с джином, который производится с использованием медных дистилляторов. Вода из озера Вирнуи добавляется для доведения Bombay Sapphire до 40,0 % (Великобритания, Канада, Австралия).

## Производство

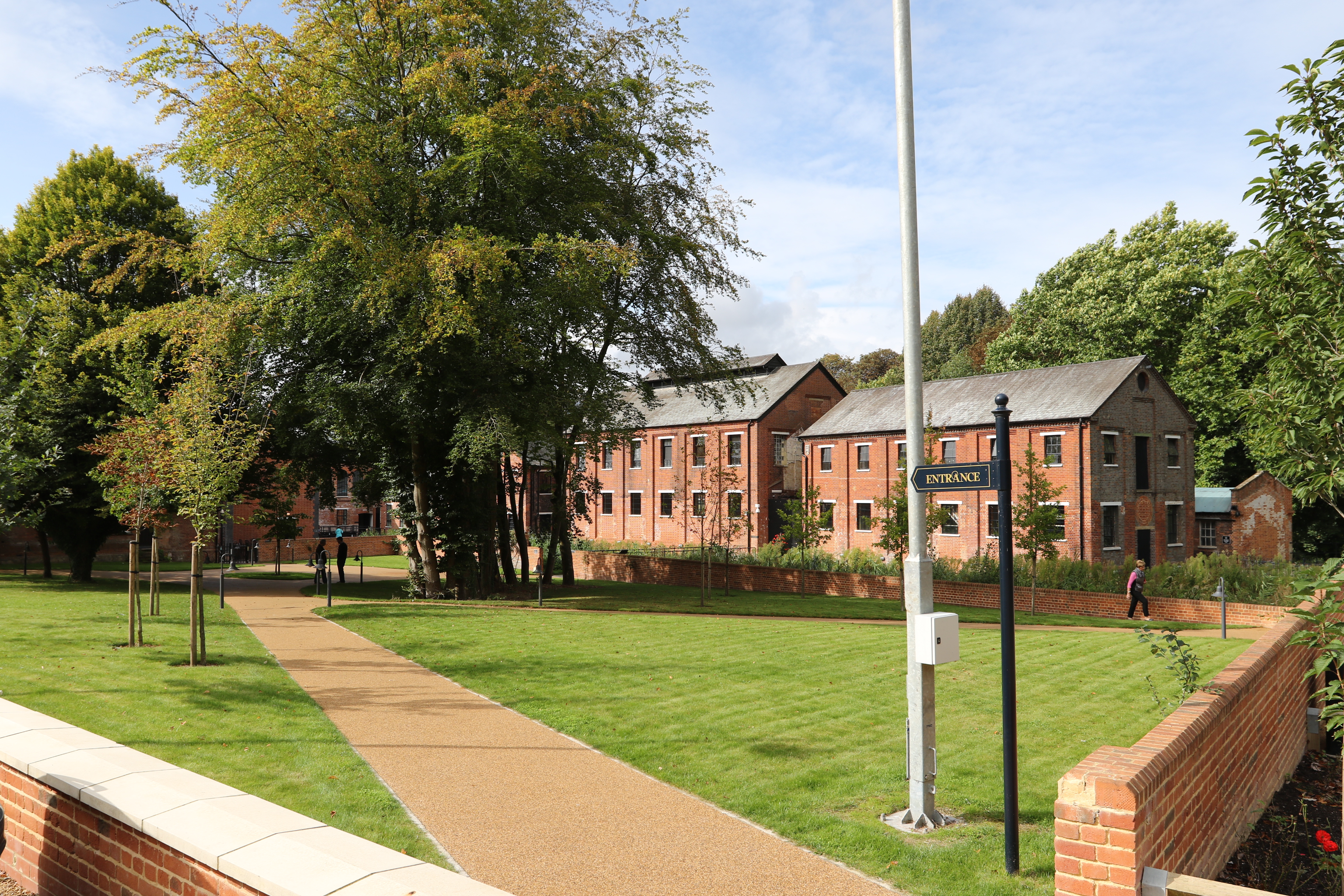
Мельница Лаверсток

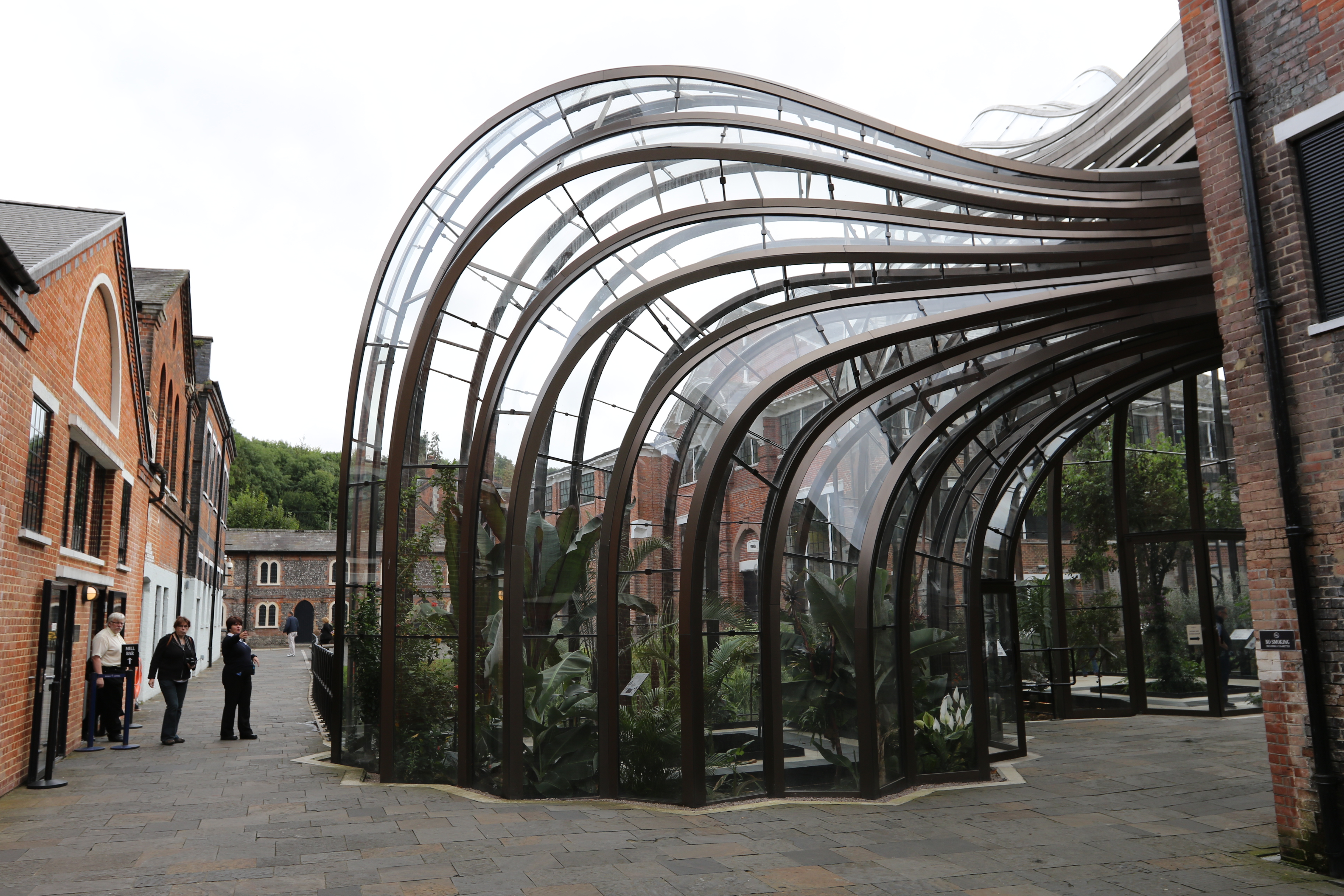
Теплицы Томаса Хезервика для выращивания растений

В 2011 было объявлено о планах по переносе производства на новую площадку - в Мельницу Laverstoke в Уитчерч, Хэмпшир, включая восстановление бумажной фабрики Portal’s, а также строительство центра для посетителей.
Разрешение на строительство было выдано в феврале 2012 года, и для публики центр открылся осенью 2014 года. В центре для посетителей находятся две теплицы, спроектированные Томасом Хизервиком для выращивания фито-сырья, использующегося в производстве джина Bombay Sapphire.
Производство и разлив напитка перешел от Бакарди к G&J в Гринолл.

## Сорта
Бакарди также продает Bombay Original London Dry Gin (или Bombay Original Dry). В отличие от Bombay Sapphire, в Bombay Original London Dry Gin используется 8 растительных компонентов.
В сентябре 2011 года Bombay Sapphire East был в тестовом режиме запущен на рынок в Нью-Йорке и Лас-Вегасе. Этот сорт имеет ещё две травы - цимбопогон и чёрный перец - в дополнение к первоначальным десяти. Его крепость 42 % и он был разработан, чтобы контрастировать со сладостью американских тоников.
Специальный выпуск джина Bombay под названием Star of Bombay был произведен в 2015 году для британского рынка. Его крепость 47,5 % и дистиллируется он через зерно.

## Сотрудничество
Бренд начал серию дизайнерских коллабораций. Их первый шаг в мир дизайна — серия рекламных объявлений, в которых представлены работы популярных дизайнеров. В этой кампании приняли участие: Марсель Вандерс, Ив Бехар, Карим Рашид, Улла Дарни, Дрор Беншетрит и Юрген Хан.
Бренд также учредил несколько конкурсов в области дизайна. В ежегодном конкурсе Bombay Sapphire Designer Glass Competition могут принять участие студенты-дизайнеры со всего мира и создать собственный коктейльный бокал для Мартини. Финалисты (по одному от каждой страны-участницы) приглашаются на ежегодный Salone del Mobile, международную выставку дизайна в Милане, где выбирается победитель.
Приз Bombay Sapphire присуждается каждый год дизайнерам и художникам по стеклу. 
С 2008 года финал Bombay Sapphire Designer Glass Competition проводится в Лондоне, а Bombay Sapphire Prize в Милане, на Salone Del Mobile.

## Оценка
Bombay Sapphire недавно получил оценку 92 (по 100-балльной шкале) от Института тестирования напитков. Рейтинг агрегатора Proof66.com классифицирует Bombay Sapphire на 2 уровень, что свидетельствует о весьма благоприятных «экспертных» обзорах.

## Культурные отсылки
- Bombay Sapphire был использован в видеоролике День Виктории (Bombay Sapphire), 2002 современными художниками Мариной Рой и Аббасом Акхавана.
- Спортивный радиоведущий Джим Рим известен своей любовью к Bombay Sapphire, который он часто называет «магический синий».
- Американский хип-хоп исполнитель Уиз Халифа и его 'Taylor Gang' , также известен своей любовью к Bombay Sapphire dry gin.
- Бывший мэр Лас-Вегаса, США, штат Невада Оскар Гудман известен своей любовью к Bombay Sapphire Gin, он также является представителем бренда.
- Американский музыкант Роберт Эрл Кин ссылается на «кварту джина Bombay» в песне «Дорога продолжается вечно».